# Sphaeroderma sepultariae
Sphaeroderma sepultariae är en svampart som beskrevs av Wheldon 1919. Sphaeroderma sepultariae ingår i släktet Sphaeroderma och familjen Ceratostomataceae.   Inga underarter finns listade i Catalogue of Life.